# Clinique médico-universitaire Georges-Heuyer
La clinique médico-universitaire Georges-Heuyer, nommé en hommage au docteur Georges Heuyer, est un établissement psychiatrique de la fondation « Santé des étudiants de France ». Située dans le 13e arrondissement de Paris, cet établissement accueille des lycéens et des étudiants âgés de 16 à 25 ans.

## Description
Plusieurs services composent la clinique :
- Un service d'hôpital de jour George-Sand peut accueillir jusqu'à 15 personnes ;
- Deux services d'hospitalisation permanente, le service Ulysse et le service Boris-Vian, qui peuvent accueillir jusqu'à 30 personnes chacun.
- Un relais étudiants-lycéens, qui propose des entretiens, dans une perspective de prévention ou de soins
- Un appartement relais
- Un centre d'addiction aux jeux et aux drogues
- Un service d'isolement